# Tisiphone (Tochter des Alkmaion)
Tisiphone (altgriechisch Τισιφόνη Tisiphónē) oder Teisiphone (Τεισιφόνη Teisiphónē) ist in der griechischen Mythologie die Tochter des Alkmaion und der Manto.
Als Manto zum Orakel von Delphi geschickt wird, vertraut Alkmaion seine Kinder dem korinthischen König Kreon an. Eifersüchtig auf die Schönheit Tisiphones, verkauft Kreons Gattin Merope sie als Sklavin. Alkmaion kauft sie, nicht ahnend, dass es sich um seine Tochter handelt. Erst als er nach Korinth zurückkommt, um seine Kinder zurückzuholen, erkennt er sie wieder.